# Arteria collicular
La arteria collicular o arteria cuadrigeminal surge de la arteria cerebral posterior. Esta pequeña arteria irriga partes del cerebro medio, especialmente el colículo superior, el colículo inferior y el tectum.

## Estructura
La arteria collicular se origina en el segmento P1 de la arteria cerebral posterior cerca del lado de la fosa interpeduncular. Surge justo distal a la bifurcación de la arteria basilar. Discurre posteriormente a lo largo del pedúnculo cerebral pasando por las cisternas crural y subaracnoidea. A continuación, se ramifica para irrigar la placa cuadrigeminal y las estructuras adyacentes del mesencéfalo. El origen de esta arteria es proximal al origen de la rama coroidea posterior medial y lateral de la arteria cerebral posterior. La arteria collicular principal también da origen a una arteria collicular accesoria.

### Ramas
Ramas anteriores
Las ramas anteromediales son raras pero a veces se observa que contribuyen como parte de las ramas laterales del pedículo intermedio de la fosa interpeduncular. Las ramas anterolaterales son abundantes y se ramifican tanto de las arterias coliculares principales como de las accesorias. Sólo existen en la parte inferior de la cruz cerebral.
Ramas laterales
Estas ramas laterales se encuentran cerca de la parte lateral de la crus cefálica y surgen tanto de las arterias coliculares principales como de las accesorias.
Ramas posteriores
Estas ramas se originan en la rama terminal de la arteria collicular.

## Función
Esta pequeña arteria irriga el colículo superior, el colículo inferior y el tectum del cerebro medio.